# Epifaniusz (Norocel)
Epifaniusz, imię świeckie Gavril Norocel (ur. 14 grudnia 1932 w Mălini, zm. 7 stycznia 2013 w Panciu) – rumuński biskup prawosławny.

## Życiorys
W wieku szesnastu lat wstąpił jako posłusznik do monasteru Râșca i przebywał w nim przez dwa lata. Następnie przeniósł się do monasteru Neamț i tam w 1953 został postrzyżony na mnicha, a następnie wyświęcony na hierodiakona. W latach 1951–1955 uczył się w seminarium duchownym dla mnichów w macierzystym klasztorze, zaś w latach 1955–1956 w Curtea de Argeș. Następnie przez rok nauczał w szkole teologicznej dla mnichów w monasterze Dragomirna. Studia teologiczne rozpoczął na Uniwersytecie Bukareszteńskim w 1957, zaś ukończył uzyskaniem licencjatu na Akademii Teologicznej w Sofii w 1961. W latach 1961–1968 odbył studia doktoranckie w zakresie historii Kościoła, częściowo na Moskiewskiej Akademii Duchownej (1962–1964). W latach 1964–1965 służył w monasterze Putna, zaś od 1965 do 1971 był wykładowcą w seminarium duchownym w monasterze Neamț, a od 1967 do 1971 – także jego dyrektorem. W 1967 został wyświęcony na hieromnicha, zaś w 1971 otrzymał godność archimandryty. Od 1971 do 1975 był przełożonym monasteru, w którym został postrzyżony na mnicha.
16 października 1975 Święty Synod Rumuńskiego Kościoła Prawosławnego nominował go na biskupa tomickiego, wikariusza archieparchii Tomosu i Dolnego Dunaju, zaś jego chirotonia biskupia odbyła się 9 listopada 1975. Siedem lat później przeniesiono go na katedrę Buzău. Wielokrotnie reprezentował Rumuński Kościół Prawosławny podczas wizyt w innych lokalnych Kościołach prawosławnych. Na urzędzie pozostał do śmierci w 2013.